# Гаусс, Карл Фридрих
Иога́нн Карл Фри́дрих Га́усс (нем. Johann Carl Friedrich Gauß; 30 апреля 1777, Брауншвейг — 23 февраля 1855, Гёттинген) — немецкий математик, механик, физик, астроном и геодезист. Считается одним из величайших математиков всех времён, «королём математиков».
Лауреат медали Копли (1838), член Лондонского королевского общества (1804), иностранный член Парижской (1820) и Шведской (1821) академий наук, иностранный член-корреспондент (1802) и иностранный почётный член (1824) Петербургской академии наук.

## Биография

### 1777—1798 годы

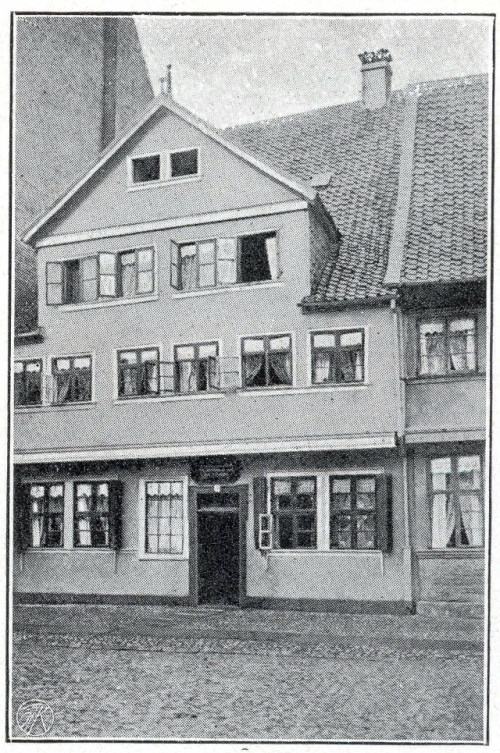
Дом, где родился Гаусс (не сохранился)

Родился в немецком герцогстве Брауншвейг. Дед Гаусса был бедным крестьянином; отец, Гебхард Дитрих Гаусс, — садовником, каменщиком, смотрителем каналов; мать, Доротея Бенц, — дочерью каменщика. Будучи неграмотной, мать не записала дату рождения сына, запомнив только, что он родился в среду, за восемь дней до праздника Вознесения, который отмечается спустя 40 дней после Пасхи. В 1799 году Гаусс вычислил точную дату своего рождения, разработав метод определения даты Пасхи на любой год.
Уже в двухлетнем возрасте мальчик показал себя вундеркиндом. В три года он умел читать и писать, даже исправлял арифметические ошибки отца. Известна история, в которой юный Гаусс выполнил некое арифметическое вычисление гораздо быстрее всех одноклассников; обычно при изложении этого эпизода упоминается вычисление суммы чисел от 1 до 100, но первоисточник этого неизвестен. До самой старости он привык большую часть вычислений производить в уме.
С учителем ему повезло: М. Бартельс (впоследствии учитель Лобачевского) оценил исключительный талант юного Гаусса и сумел выхлопотать ему стипендию от герцога Брауншвейгского. Это помогло Гауссу окончить колледж Collegium Carolinum в Брауншвейге (1792—1795).
Гаусс некоторое время колебался в выборе между филологией и математикой, но предпочёл последнюю. Он очень любил латинский язык и значительную часть своих трудов написал на латыни; любил английскую и французскую литературу, которые читал в подлиннике. В возрасте 62 лет Гаусс начал изучать русский язык, чтобы ознакомиться с трудами Лобачевского, и вполне преуспел в этом деле.
В колледже Гаусс изучил труды Ньютона, Эйлера, Лагранжа. Уже там он сделал несколько открытий в теории чисел, в том числе доказал закон взаимности квадратичных вычетов. Лежандр, правда, открыл этот важнейший закон раньше, но строго доказать не сумел; Эйлеру это также не удалось. Кроме этого, Гаусс создал «метод наименьших квадратов» (тоже независимо открытый Лежандром) и начал исследования в области «нормального распределения ошибок».
С 1795 по 1798 год Гаусс учился в Гёттингенском университете, где его учителем был А. Г. Кестнер. Это — наиболее плодотворный период в жизни Гаусса.
1796 год: Гаусс доказал возможность построения с помощью циркуля и линейки правильного семнадцатиугольника. Более того, он разрешил проблему построения правильных многоугольников до конца и нашёл критерий возможности построения правильного n-угольника с помощью циркуля и линейки:
- если n — простое число, то оно должно быть вида {\displaystyle n=2^{2^{k}}+1} (числом Ферма);
- если n — составное число, то его каноническое разложение должно иметь вид {\displaystyle n=2^{k}p_{1}\dots p_{m}}, где {\displaystyle p_{i}} — различные простые числа Ферма.

Этим открытием Гаусс очень дорожил и завещал изобразить на своей могиле правильный семнадцатиугольник, вписанный в круг.
С 1796 года Гаусс вёл краткий дневник своих открытий. Многое он, подобно Ньютону, не публиковал, хотя это были результаты исключительной важности (эллиптические функции, неевклидова геометрия и др.). Своим друзьям он пояснял, что публикует только те результаты, которыми доволен и считает завершёнными. Многие отложенные или заброшенные им идеи позже воскресли в трудах Абеля, Якоби, Коши, Лобачевского и др. Кватернионы он тоже открыл за 30 лет до Гамильтона (назвав их «мутациями»).
Все многочисленные опубликованные труды Гаусса содержат значительные результаты, сырых и проходных работ не было ни одной.
1798 год: закончен шедевр «Арифметические исследования» (лат. Disquisitiones Arithmeticae), напечатан только в 1801 году.
В этом труде подробно излагается теория сравнений в современных (введённых им) обозначениях, решаются сравнения произвольного порядка, глубоко исследуются квадратичные формы, комплексные корни из единицы используются для построения правильных n-угольников, изложены свойства квадратичных вычетов, приведено доказательство квадратичного закона взаимности и т. д. Гаусс любил говорить, что математика — царица наук, а теория чисел — царица математики.

### 1798—1816 годы

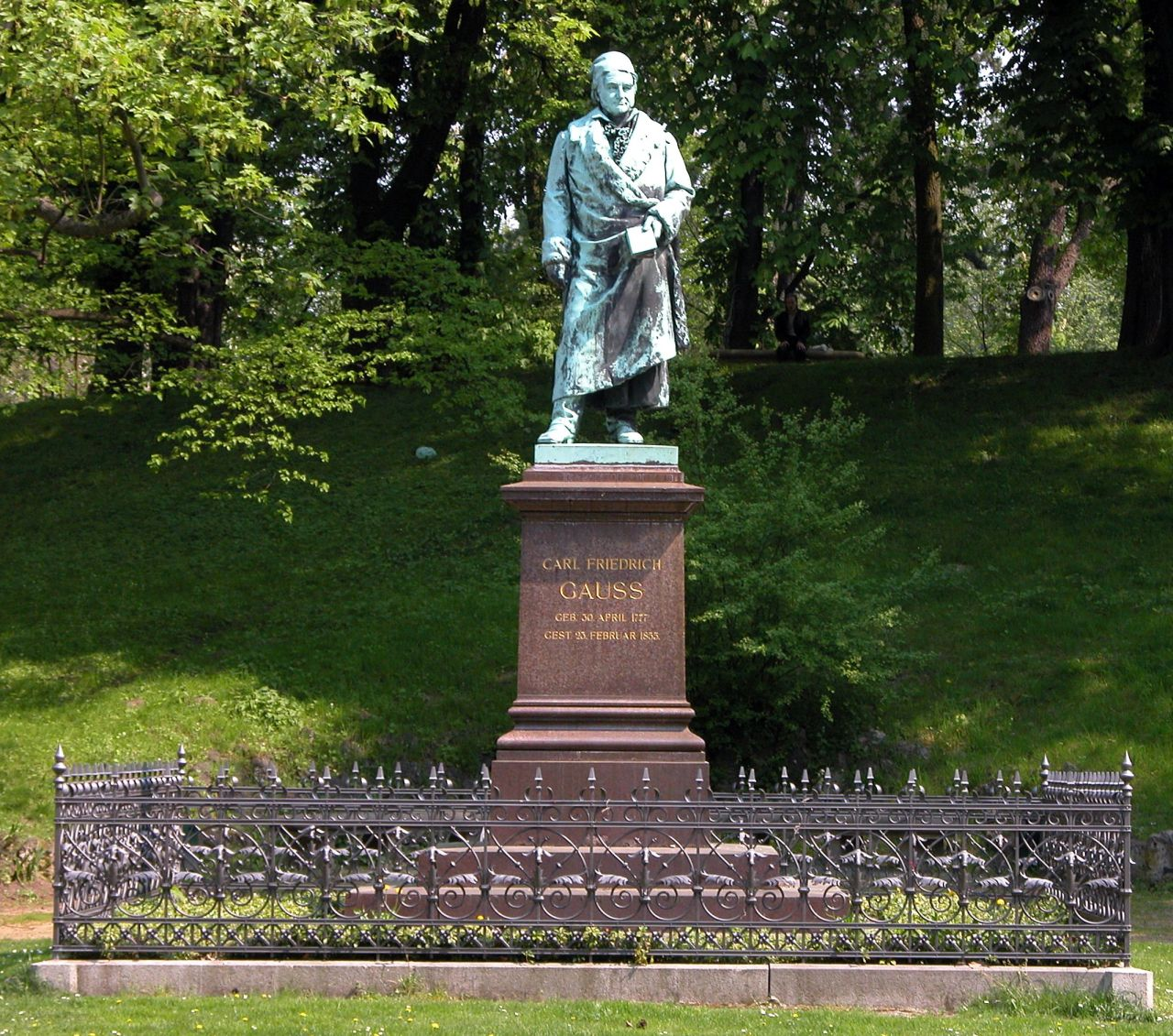
Памятник Гауссу работы Фрица Шапера в Брауншвейге с изображённой на нём 17-лучевой звездой

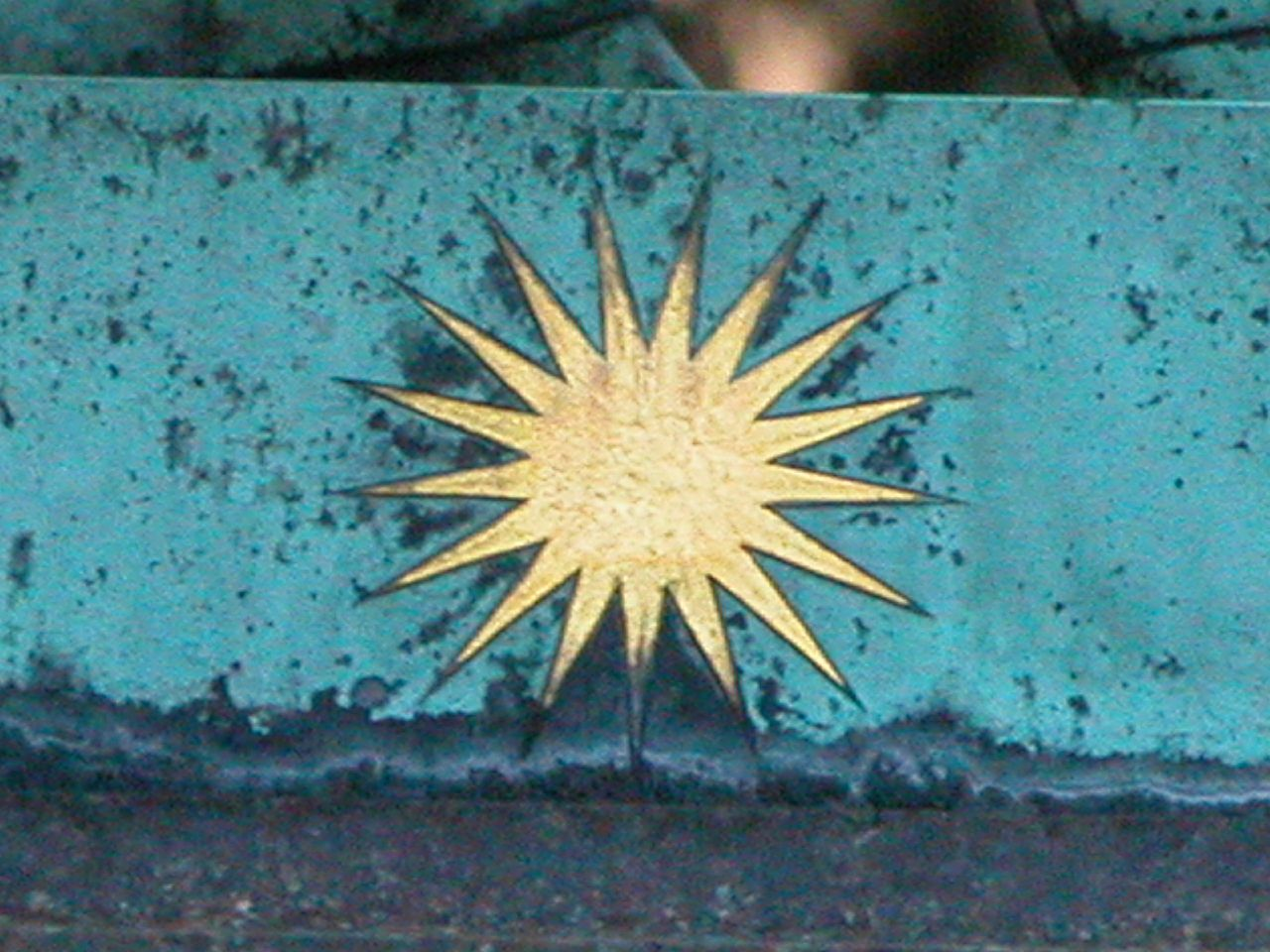

В 1798 году Гаусс вернулся в Брауншвейг и жил там до 1807 года.
Герцог продолжал опекать молодого гения. Он оплатил печать его докторской диссертации (1799) и пожаловал неплохую стипендию. В своей докторской Гаусс впервые доказал основную теорему алгебры. До Гаусса было много попыток это сделать, наиболее близко к цели подошёл Д'Аламбер. Гаусс неоднократно возвращался к этой теореме и дал 4 различных её доказательства.
С 1799 года Гаусс — приват-доцент Брауншвейгского университета.
1801 год: избирается членом-корреспондентом Петербургской Академии наук.
После 1801 года Гаусс, не порывая с теорией чисел, расширил круг своих интересов, включив в него и естественные науки, в первую очередь астрономию. Поводом послужило открытие малой планеты Церера (1801), потерянной вскоре после обнаружения. 24-летний Гаусс проделал (за несколько часов) сложнейшие вычисления, пользуясь разработанным им же новым вычислительным методом, и с большой точностью указал место, где искать «беглянку»; там она, к общему восторгу, и была вскоре обнаружена.
Слава Гаусса становится общеевропейской. Многие научные общества Европы избирают Гаусса своим членом, герцог увеличивает пособие, а интерес Гаусса к астрономии ещё более возрастает.
1805 год: Гаусс женился на Иоганне Остгоф. У них было трое детей, выжили двое — сын Йозеф и дочь Минна.
1806 год: от раны, полученной на войне с Наполеоном, умирает его великодушный покровитель-герцог. Несколько стран наперебой приглашают Гаусса на службу (в том числе в Петербург). По рекомендации Александра фон Гумбольдта Гаусса назначают профессором в Гёттингене и директором Гёттингенской обсерватории. Эту должность он занимал до самой смерти.
1807 год: наполеоновские войска занимают Гёттинген. Все граждане облагаются контрибуцией, в том числе огромную сумму — 2000 франков — требуется заплатить Гауссу. Ольберс и Лаплас тут же приходят ему на помощь, но Гаусс отклоняет их деньги; тогда неизвестный из Франкфурта присылает ему 1000 гульденов, и этот дар приходится принять. Только много позднее узнали, что неизвестным был курфюрст Майнцский, друг Гёте (по другим данным — епископ Франкфурта).
1809 год: новый шедевр, «Теория движения небесных тел». Изложена каноническая теория учёта возмущений орбит.
Как раз в четвёртую годовщину свадьбы умерла Иоганна, вскоре после рождения третьего ребёнка. Этот год  был самым тяжёлым  для Гаусса. В следующем, 1810 году он женился вновь — на Вильгельмине («Минне») Вальдек, подруге Иоганны. Число детей Гаусса вскоре увеличилось до пяти.
1810 год: новые почести. Гаусс получает премию Парижской академии наук и золотую медаль Лондонского королевского общества.
1811 год: появилась новая комета. Гаусс быстро и очень точно рассчитал её орбиту. Начал работу над комплексным анализом, открывает (но не публикует) теорему, позже переоткрытую Коши и Вейерштрассом: интеграл от аналитической функции по замкнутому контуру равен нулю.
1812 год: исследование гипергеометрического ряда, обобщающего разложение практически всех известных тогда функций.
Знаменитую комету «пожара Москвы» (1812) всюду наблюдают, пользуясь вычислениями Гаусса.
1815 год: публикует первое строгое доказательство основной теоремы алгебры.

### 1816—1855 годы
1820 год: Гауссу поручают произвести геодезическую съёмку Ганновера. Для этого он разработал соответствующие вычислительные методы (в том числе методику практического применения своего метода наименьших квадратов), приведшие к созданию нового научного направления — высшей геодезии, и организовал съёмку местности и составление карт.
1821 год: в связи с работами по геодезии Гаусс начинает исторический цикл работ по теории поверхностей. В науку входит понятие «гауссовой кривизны». Положено начало дифференциальной геометрии. Именно результаты Гаусса вдохновили Римана на написание его классической диссертации о «римановой геометрии».
Итогом изысканий Гаусса была работа «Исследования относительно кривых поверхностей» (1822). В ней свободно использовались общие криволинейные координаты на поверхности. Гаусс далеко развил метод конформного отображения, которое в картографии сохраняет углы (но искажает расстояния); оно применяется также в аэро-, гидродинамике и электростатике.
1824 год: избирается иностранным почётным членом Петербургской Академии наук.

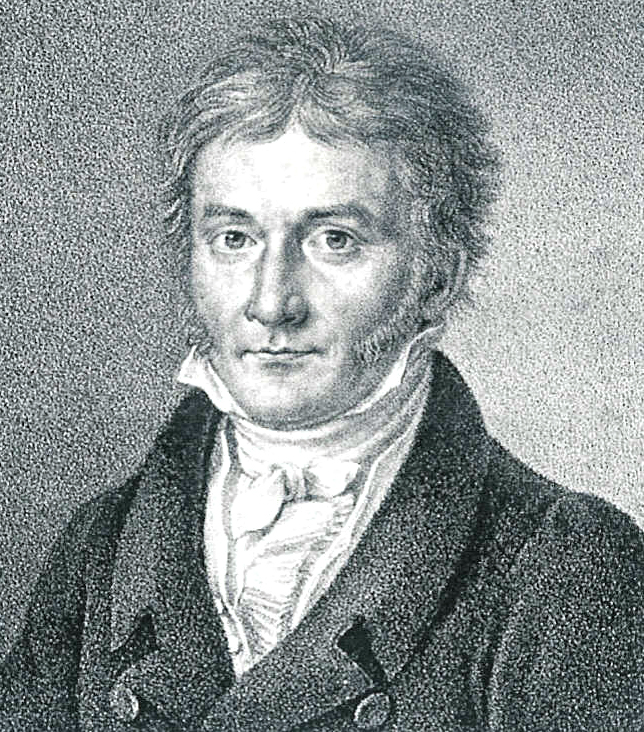
Гаусс в 1828 году

1825 год: открывает гауссовы комплексные целые числа, строит для них теорию делимости и сравнений. Успешно применяет их для решения сравнений высоких степеней.
1829 год: в замечательной работе «Об одном новом общем законе механики», состоящей всего из четырёх страниц, Гаусс обосновывает новый вариационный принцип механики — принцип наименьшего принуждения. Принцип применим к механическим системам с идеальными связями и сформулирован Гауссом так: «движение системы материальных точек, связанных между собой произвольным образом и подверженных любым влияниям, в каждое мгновение происходит в наиболее совершённом, какое только возможно, согласии с тем движением, каким обладали бы эти точки, если бы все они стали свободными, то есть происходит с наименьшим возможным принуждением, если в качестве меры принуждения, применённого в течение бесконечно малого мгновения, принять сумму произведений массы каждой точки на квадрат величины её отклонения от того положения, которое она заняла бы, если бы была свободной».

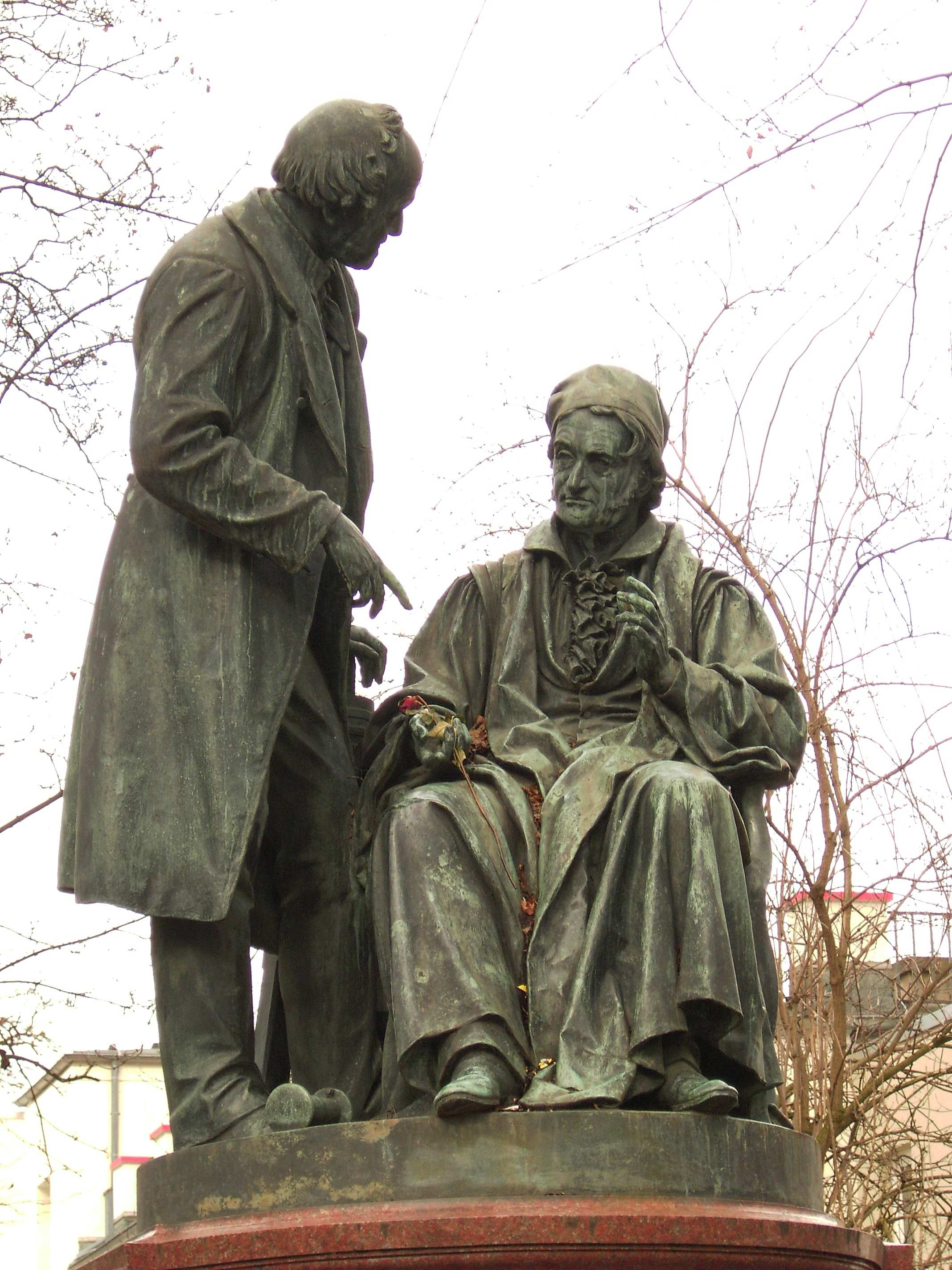
Гаусс и Вебер. Скульптура в Гёттингене.

1831 год: умерла вторая жена, у Гаусса началась тяжелейшая бессонница. В Гёттинген приехал приглашённый по инициативе Гаусса 27-летний талантливый физик Вильгельм Вебер, с которым Гаусс познакомился в 1828 году в гостях у Гумбольдта. Оба энтузиаста науки сдружились, несмотря на разницу в возрасте, и начинают цикл исследований электромагнетизма.
1832 год: «Теория биквадратичных вычетов». С помощью тех же целых комплексных гауссовых чисел доказываются важные арифметические теоремы не только для комплексных, но и для вещественных чисел. Здесь же Гаусс приводит геометрическую интерпретацию комплексных чисел, которая с этого момента становится общепринятой.
1833 год: Гаусс изобретает электрический телеграф и (вместе с Вебером) строит его действующую модель.
1837 год: Вебера увольняют за отказ принести присягу новому королю Ганновера. Гаусс вновь остаётся в одиночестве.
1839 год: 62-летний Гаусс овладевает русским языком и в письмах в Петербургскую Академию просит прислать ему русские журналы и книги, в частности «Капитанскую дочку» Пушкина. Предполагают, что это связано с интересом Гаусса к работам Лобачевского, который в 1842 году по рекомендации Гаусса был избран иностранным членом-корреспондентом Гёттингенского королевского общества.
В том же 1839 году Гаусс в сочинении «Общая теория сил притяжения и отталкивания, действующих обратно пропорционально квадрату расстояния» изложил основы теории потенциала, включая ряд основополагающих положений и теорем — например, основную теорему электростатики (теорема Гаусса).
1840 год: в работе «Диоптрические исследования» Гаусс разработал теорию построения изображений в сложных оптических системах.
Умер Гаусс 23 февраля 1855 года в Гёттингене. Король Ганновера Георг V приказал отчеканить в честь Гаусса медаль, на которой были выгравированы портрет Гаусса и почётный титул «Mathematicorum Princeps» — «король математиков».

## Научная деятельность
С именем Гаусса связаны фундаментальные исследования почти во всех основных областях математики: в алгебре, теории чисел, дифференциальной и неевклидовой геометрии, математическом анализе, теории функций комплексного переменного, теории вероятностей, а также в аналитической и небесной механике, астрономии, физике и геодезии. «В каждой области глубина проникновения в материал, смелость мысли и значительность результата были поражающими. Гаусса называли „королём математиков“» (лат. Princeps mathematicorum).
Гаусс чрезвычайно строго относился к своим печатным трудам и никогда не публиковал даже выдающиеся результаты, если считал свою работу над этой темой незавершённой. На его личной печати было изображено дерево с несколькими плодами, под девизом: «Pauca sed matura» (немного, но зрело). Изучение архива Гаусса показало, что он медлил с публикацией ряда своих открытий, и в результате его опередили другие математики. Вот неполный перечень упущенных им приоритетов.
- Неевклидова геометрия, где он опередил Лобачевского и Бойяи, но не решился опубликовать свои результаты[20].
- Эллиптические функции, где он также далеко продвинулся, но не успел ничего напечатать, а после работ Якоби и Абеля надобность в публикации отпала.
- Содержательный набросок теории кватернионов, 20 лет спустя независимо открытых Гамильтоном.
- Метод наименьших квадратов, переоткрытый позднее Лежандром.
- Закон распределения простых чисел, с которым его также опередила публикация Лежандра.

Несколько студентов, учеников Гаусса, стали выдающимися математиками, например: Риман, Дедекинд, Бессель, Мёбиус.

### Алгебра
Гаусс дал первые строгие, даже по современным критериям, доказательства основной теоремы алгебры.
Он открыл кольцо целых комплексных гауссовых чисел, создал для них теорию делимости и с их помощью решил немало алгебраических проблем. Указал знакомую теперь всем геометрическую модель комплексных чисел и действий с ними.
Гаусс дал классическую теорию сравнений, открыл конечное поле вычетов по простому модулю, глубоко проник в свойства вычетов.

### Геометрия
Гаусс впервые начал изучать внутреннюю геометрию поверхностей. Он открыл характеристику поверхности (гауссову кривизну), которая не изменяется при изгибаниях, тем самым заложив основы римановой геометрии.
В 1827 году опубликовал полную теорию поверхностей.
Доказал Theorema Egregium — основную теорему теории поверхностей.
Труды Гаусса по дифференциальной геометрии дали мощный толчок развитию этой науки на весь XIX век. Попутно он создал новую науку — высшую геодезию.
Гаусс первым (по некоторым данным, примерно в 1818 году) построил основы неевклидовой геометрии и поверил в её возможную реальность. Однако за всю свою жизнь он ничего не опубликовал на эту тему, вероятно, опасаясь быть непонятым из-за того, что развиваемые им идеи шли вразрез с догматом евклидовости пространства в доминирующей в то время кантовской философией. Тем не менее, сохранилось письмо Гаусса к Лобачевскому, в котором ясно выражено его чувство солидарности, а в личных письмах, опубликованных после его смерти, Гаусс восхищается работами Лобачевского. В 1817 году он писал астроному В. Ольберсу:
Я прихожу всё более к убеждению, что необходимость нашей геометрии не может быть доказана, по крайней мере человеческим рассудком и для человеческого рассудка.
Может быть, в другой жизни мы придём к взглядам на природу пространства, которые нам теперь недоступны. До сих пор геометрию приходится ставить не в один ранг с арифметикой, существующей чисто a priori, а скорее с механикой.
В его бумагах обнаружены содержательные заметки по тому предмету, что позже назвали топологией.
Причём он предсказал фундаментальное значение этого предмета.
Древняя проблема построения правильных многоугольников с помощью циркуля и линейки была решена Гауссом окончательно (см. теорему Гаусса — Ванцеля).

### Математический анализ
Гаусс продвинул теорию специальных функций, рядов, численные методы, решение задач математической физики. Создал математическую теорию потенциала.
Много и успешно занимался эллиптическими функциями, хотя почему-то ничего не публиковал на эту тему.

### Аналитическая механика
Главным вкладом Гаусса в аналитическую механику стал его принцип наименьшего принуждения. Для аналитического оформления данного принципа большое значение имела работа Г. Шеффлера (1820—1903) «О Гауссовом основном законе механики», опубликованная в 1858 году. В ней Шеффлер переопределил принуждение (нем. Zwang) как следующее (в современных обозначениях) выражение:
{\displaystyle Z\;=\;{\frac {1}{2}}\;{\overset {}{\overset {N}{\underset {i=1}{\sum }}}}\,m_{i}\left(\mathbf {w} _{i}-{\frac {\mathbf {F} _{i}}{m_{i}}}\right)^{2}} ,
где {\displaystyle N} — число точек, входящих в систему, {\displaystyle m_{i}} — масса {\displaystyle i}-й точки, {\displaystyle \mathbf {F} _{i}} — равнодействующая приложенных к ней активных сил, {\displaystyle \mathbf {w} _{i}} — допустимое ускорение данной точки (в действительности Шеффлер пользовался скалярной формой записи, причём множитель перед знаком суммы у него отсутствовал). Под «допустимыми ускорениями» здесь понимаются такие ускорения точек системы, которые в данном её состоянии можно реализовать, не нарушая связей; действительные ускорения (возникающие под действием реально приложенных к точкам системы сил) представляют собой частный случай допустимых ускорений.
После этого принцип Гаусса обрёл ту форму, которая используется при его изложении и в современных курсах теоретической механики: «При действительном движении механической системы с идеальными связями принуждение {\displaystyle Z} принимает значение, наименьшее из всех возможных значений при движениях, совместимых с наложенными связями». Данный принцип относится к числу дифференциальных вариационных принципов механики. Он обладает весьма большой общностью, так как применим к самым различным механическим системам: к консервативным и неконсервативным, к голономным и неголономным. Поэтому, в частности, он часто используется в качестве исходного пункта при выводе уравнений движения неголономных систем.

### Астрономия
В астрономии Гаусс, в первую очередь, интересовался небесной механикой, изучал орбиты малых планет и их возмущения. Он предложил теорию учёта возмущений и неоднократно доказывал на практике её эффективность.
В 1809 году Гаусс нашёл способ определения элементов орбиты по трём полным наблюдениям (если для трёх измерений известны время, прямое восхождение и склонение).

### Другие достижения
Для минимизации влияния ошибок измерения Гаусс использовал свой метод наименьших квадратов, который сейчас повсеместно применяется в статистике. Хотя Гаусс не первый открыл распространённый в природе нормальный закон распределения, но он настолько тщательно его исследовал, что график распределения с тех пор часто называют гауссианой.
В физике Гаусс развил теорию капиллярности, теорию системы линз. Заложил основы математической теории электромагнетизма и при этом первым ввёл понятие потенциала электрического поля, а в 1845 году пришёл к мысли о конечной скорости распространения электромагнитных взаимодействий. В 1832 году создал абсолютную систему мер, введя три основные единицы: единицу длины — 1 мм, единицу времени — 1 с, единицу массы — 1 мг; эта система послужила прообразом системы единиц СГС. Совместно с Вебером Гаусс построил первый в Германии электромагнитный телеграф. Изучая земной магнетизм, Гаусс изобрёл в 1837 году униполярный магнитометр, в 1838 году — бифилярный.

## Увековечение памяти
В честь Гаусса названы:
- кратер на Луне;
- астероид № 1001 (Гауссия);
- Гаусс — единица измерения магнитной индукции в системе СГС; сама эта система единиц часто именуется гауссовой;
- одна из фундаментальных астрономических постоянных — постоянная Гаусса;
- награда за выдающиеся достижения в прикладной математике, присуждаемая раз в 4 года на Международном конгрессе математиков;
- Именная профессура в Гёттингенском университете;
- вулкан Гауссберг в Антарктиде;

Его портрет и изобретённый им измерительный инструмент «гелиотроп» изображены на вышедшей из оборота, но предоставляющей интерес для бонистов банкноте в 10 марок.
С именем Гаусса связано множество теорем и научных терминов в математике, астрономии и физике, см. Список объектов, названных в честь Гаусса. Некоторые из них:
- Алгоритм Гаусса вычисления даты Пасхи
- Гауссов год
- Гауссова кривизна
- Гауссовы целые числа
- Гипергеометрическая функция Гаусса
- Интерполяционная формула Гаусса
- Квадратурная формула Гаусса — Лагерра
- Метод Гаусса для решения систем линейных уравнений.
- Метод Гаусса — Жордана
- Методы Гаусса — Зейделя
- Метод Гаусса (численное интегрирование)
- Нормальное распределение, или распределение Гаусса
- Отображение Гаусса
- Признак Гаусса
- Проекция Гаусса — Крюгера
- Прямая Гаусса
- Пушка Гаусса
- Ряд Гаусса
- Система единиц Гаусса для измерения электромагнитных величин.
- Теорема Гаусса — Ванцеля о построении правильных многоугольников и числах Ферма.
- Теорема Гаусса — Остроградского в векторном анализе.
- Теорема Гаусса — Лукаса о корнях комплексного многочлена.
- Формула Гаусса — Бонне о гауссовой кривизне.

Гаусс на почтовых марках
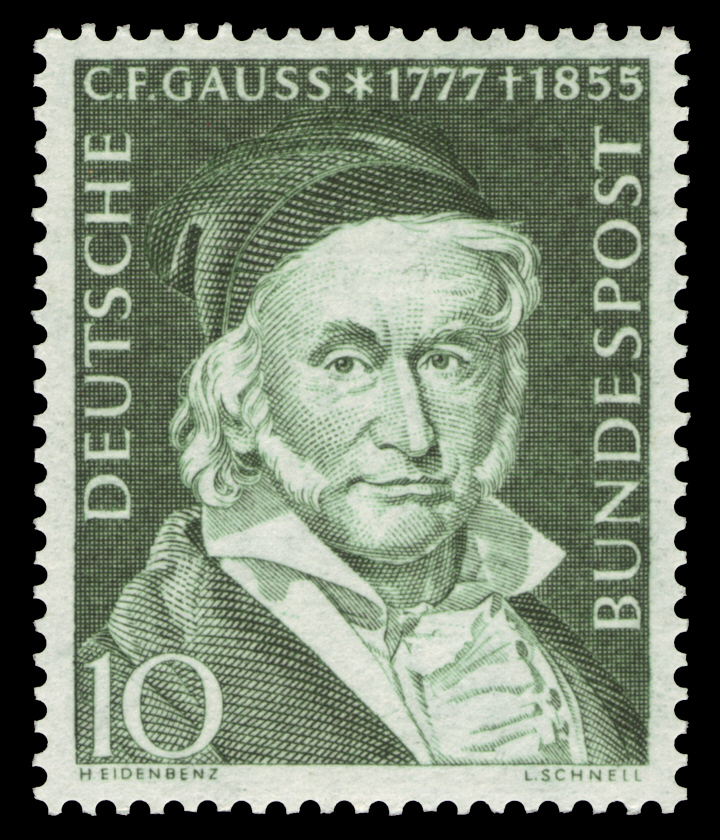
Почтовая марка ФРГ (1955), 10 пфеннигов, (Михель 204)
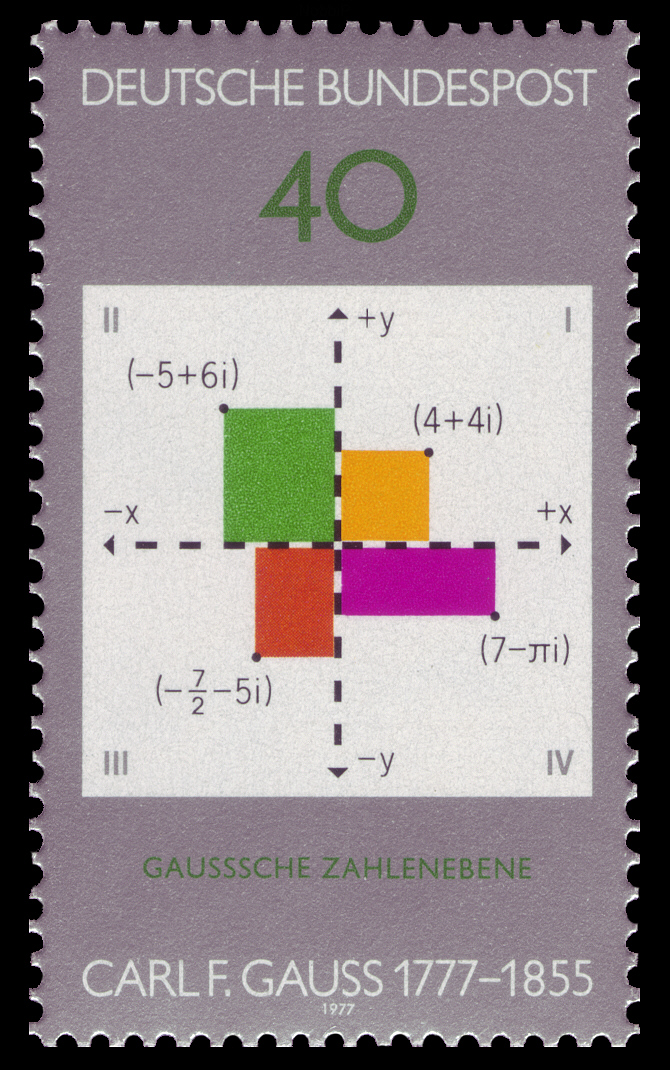
Почтовая марка ФРГ, 1977 год, 40 пфеннигов (Михель 928)

### В литературе и кино
Жизни Гаусса и Александра фон Гумбольдта посвящён фильм «Измеряя мир» («Die Vermessung der Welt», 2012, Германия). Фильм снят по одноимённому роману писателя Даниэля Кельмана.

## Переводы трудов на русский язык
- Гаусс К. Ф. Избранные геодезические сочинения. Т. 1. — М.: Геодезиздат, 1957.
- Гаусс К. Ф. Исследования по оптике. — НИЦ «Регулярная и хаотическая динамика», 2011. — ISBN 978-5-93972-871-3.
- Гаусс К. Ф. Общие исследования о кривых поверхностях // Основания геометрии (сб.). — М.: ГИТТЛ, 1956.
- Гаусс К. Ф. Отрывки из писем и черновиков, относящиеся к неевклидовой геометрии. // Основания геометрии (сб.). — М.: ГИТТЛ, 1956.
- Гаусс К. Ф. Пояснение возможности построения семнадцатиугольника // Историко-математические исследования. — М.: Наука, 1976. — № 21. — С. 285—291.
- Гаусс К. Ф. Труды по теории чисел. Перевод Б. Б. Демьянова, общая редакция И. М. Виноградова, комментарии Б. Н. Делоне. — М.: Изд-во АН СССР, 1959.